# 柴車
柴 車（さい しゃ、1375年 - 1441年）は、明代の官僚。字は叔輿。本貫は杭州府銭塘県。

## 生涯
柴望と厳氏の子として生まれた。若くして杭州に遊学して徐大章に『春秋』を学んだ。1404年（永楽2年）、挙人から兵部武選司主事に任用された。ほどなく兵部員外郎に進んだ。1410年（永楽8年）、永楽帝の第一次漠北遠征がおこなわれると、柴車は兵部尚書の方賓に扈従した。帰還すると、江西右参議に転出した。事件に連座して、兵部郎中に左遷された。岳州府知府として出向し、入朝して再び兵部郎中となった。
1430年（宣徳5年）7月、柴車は兵部右侍郎に抜擢された。1431年（宣徳6年）、山西巡按御史の張勗が大同の屯田の多くが豪族に占拠されている実態を言上したことから、柴車は山西の屯田の経理を命じられた。2000頃ほどの農地を軍の管理にもどした。
1435年（宣徳10年）7月、柴車は兵部左侍郎となった。11月、甘粛に赴任した。軍への食糧調達をつとめた。12月、北元のドルジ・ベクが涼州に侵攻すると、副総兵の劉広は敗北を喫したにもかかわらず、功績を飾って勝利と奏聞し、恩賞を得ようとした。1436年（正統元年）、柴車はその罪を弾劾し、劉広に枷をつけて北京に連行した。1437年（正統2年）、岷州土官の后能が功績をでっちあげて恩賞を得ようとしたので、柴車はその処罰を求めた。英宗が后能を赦免したため、柴車は繰り返し赦免すべきでないと論難した。
1438年（正統3年）、柴車はドルジ・ベクを破った功により、俸一級を加増された。柴車は辺境において数十回の上書をおこない、時政の弊害を指摘した。また北京に在留している漠北出身の降人たちの離反を防ぐため、江南に移住させるよう建言した。兵部に下されて議論され、兵部が降人たちを河間・徳州に移すよう求めると、英宗は裁可した。柴車は屯田を占拠している豪族たちを調査し、かれらを追い出すと、600頃あまりの農地を得た。1439年（正統4年）3月、兵部尚書に進んだ。8月、陝西の屯田の監理を兼任した。1440年（正統5年）2月、北京に召還された。1441年（正統6年）、僉都御史の曹翼に代わって甘粛に出向するよう命じられたが、病が重く赴任できなかった。そこで大理寺少卿の程富が代わりに派遣され、柴車には帰郷して治療に専念するよう命じられた。6月25日、柴車は死去した。享年は67。
子に柴拱・柴抃・柴拭があった。